# Mabilleodes anabalis
Mabilleodes anabalis is een vlinder uit de familie van de grasmotten (Crambidae), uit de onderfamilie van de Odontiinae. De wetenschappelijke naam van deze soort is voor het eerst voorgesteld door Pierre Viette in een publicatie uit 1989.
De soort komt voor in Madagaskar.